# Vasilis Koutsianikoulis
Vasilis Koutsianikoulis, född den 9 augusti 1988, är en grekisk fotbollsspelare, som för närvarande spelar för OFI Kreta i den grekiska superligan. Han är yttermittfältare och kan spela antingen vänster- eller högerytter.

## Klubbar
Koutsianikoulis började sin karriär i Iraklis Chalkis. Det var där Nikos Nioplias, förbundskapten för Greklands U19-landslag, såg honom första gången. Han spelade i Iraklis Chalkis från 2005 till 2007, därefter gick han till den Kretanska klubben Ergotelis FC. Före U19-landslagets turné hann Koutsianikoulis teckna ett avtal med Ergotelis FC, trots intresse från OFI. Koutsianikoulis reste till Heraklion i april 2007 för att provspela med OFI, bland annat i en vänskapsmatch mot Ergotelis FC. Trots sina goda resultat i OFI fattade tränarna inte några snabba beslut och Ergotelis såg därmed chansen att värva honom. Under sin första säsong (07/08) fick han spela 12 matcher (10 matcher som avbytare). Det blev inga mål på hela säsongen för Koutsianikoulis. 
Säsongen 08/09 spelade Koutsianikoulis från start. Han imponerade i 3-0-segern mot Aris FC med en assist. Han gjorde sedan 2 mål och stod för en assist när Ergotelis mötte Panathinaikos och gjorde även ett mål mot årets ligamästare Olympiakos FC. Hans prestationer gjorde att förbundskapten för det grekiska landslaget, Otto Rehhagel kallade honom till landslaget, vilket gjorde att han blev intressant för de grekiska storklubbarna.
Den 22 maj 2009, hade Ergotelis och PAOK FC nått en överenskommelse. Koutsianikoulis skulle enligt denna fortsätta sin karriär i Thessalonikiklubben från sommaren och 4 år framåt. I kontraktet ingick en betalning på 400 000 € till Ergotelis, inklusive en vänskapsmatch på PAOKs arena Toumba, där alla intäkter skulle gå till Ergotelis.

## Landslag
Nikos Nioplias, förbundskapten för det grekiska U19-landslaget, blev imponerad av Koutsianikoulis och tog med honom i landslaget som skulle spela i U19-EM 2007.
Koutsianikoulis debuterade mot Spanien i en av gruppspelsmatcherna och spelade sedan sin andra match i finalen mot Spanien igen då Grekland förlorade med 1-0.

## Meriter
Grekland U19
- U19-EM
  - Brons: 2007

Individuellt
- Årets unga spelare i Grekland: 2009